# Zamek w Szydłowie
Zamek w Szydłowie – zamek królewski w Szydłowie. Jest położony na skarpie wzniesienia opadającego ku dolinie rzeczki Ciekącej. Znajduje się w obrębie fortyfikacji dawnego miasta. Od 1961 mieści Muzeum Regionalne w Szydłowie.
Miał charakter obszernej siedziby królewskiej, choć użytkowanej tylko czasowo. Świadczą o tym duży dziedziniec i pałac królewski w południowej części.
Zachowały  się  do dzisiaj ruiny pałacu królewskiego z około 1400 roku, a także tzw. Skarbczyk z XV i XVI w. oraz barokowy budynek bramny z pozostałościami murów oddzielających zamek od miasta. Od strony zachodniej dziedziniec zamku zamknięty jest murami obwodowymi, które stanowią fragment umocnień miejskich.

## Historia

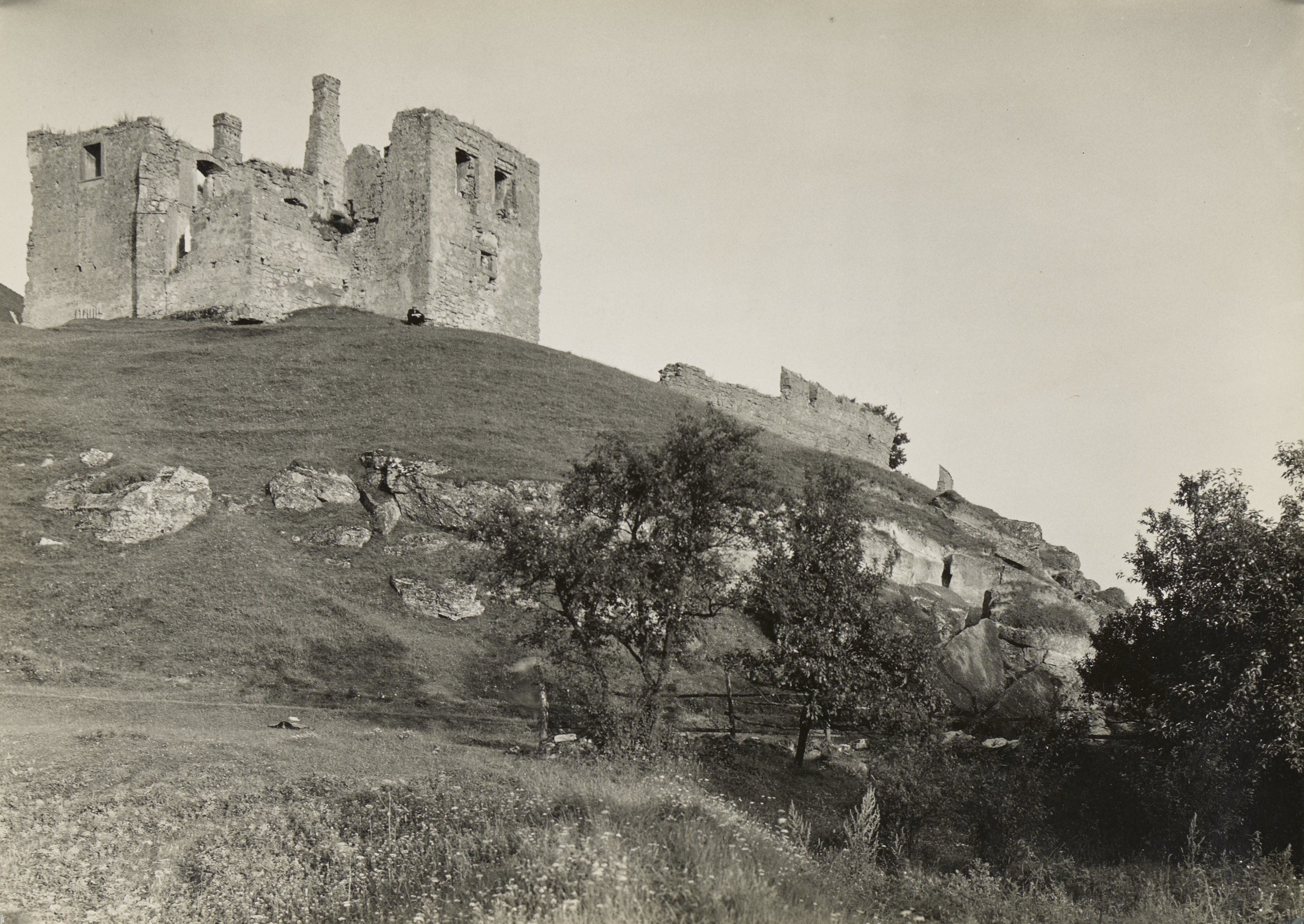
Ruiny zamku przed 1939

Według Janka z Czarnkowa murowany zamek wzniósł w Szydłowie król Kazimierz Wielki, który otoczył też miasto murami obronnymi. Także Jan Długosz wspomina o wzniesieniu zamku przez Kazimierza Wielkiego.
Dokonane ostatnio odkrycia nieznanych dotąd partii murów pozwalają zaliczyć tutejszy zamek do największych założeń obronnych Kazimierza Wielkiego. Odnośnie do datowania tzw. "Sali rycerskiej" pojawiła się ostatnio hipoteza o tym, że inicjatorami jej budowy w końcu XIV wieku była Jadwiga Andegaweńska i Władysław Jagiełło, na co może wskazywać związek stylistyczny tej sali z węgierskim zamkiem w Wyszegradzie. Król Władysław Jagiełło przebywał na zamku aż 17 razy.

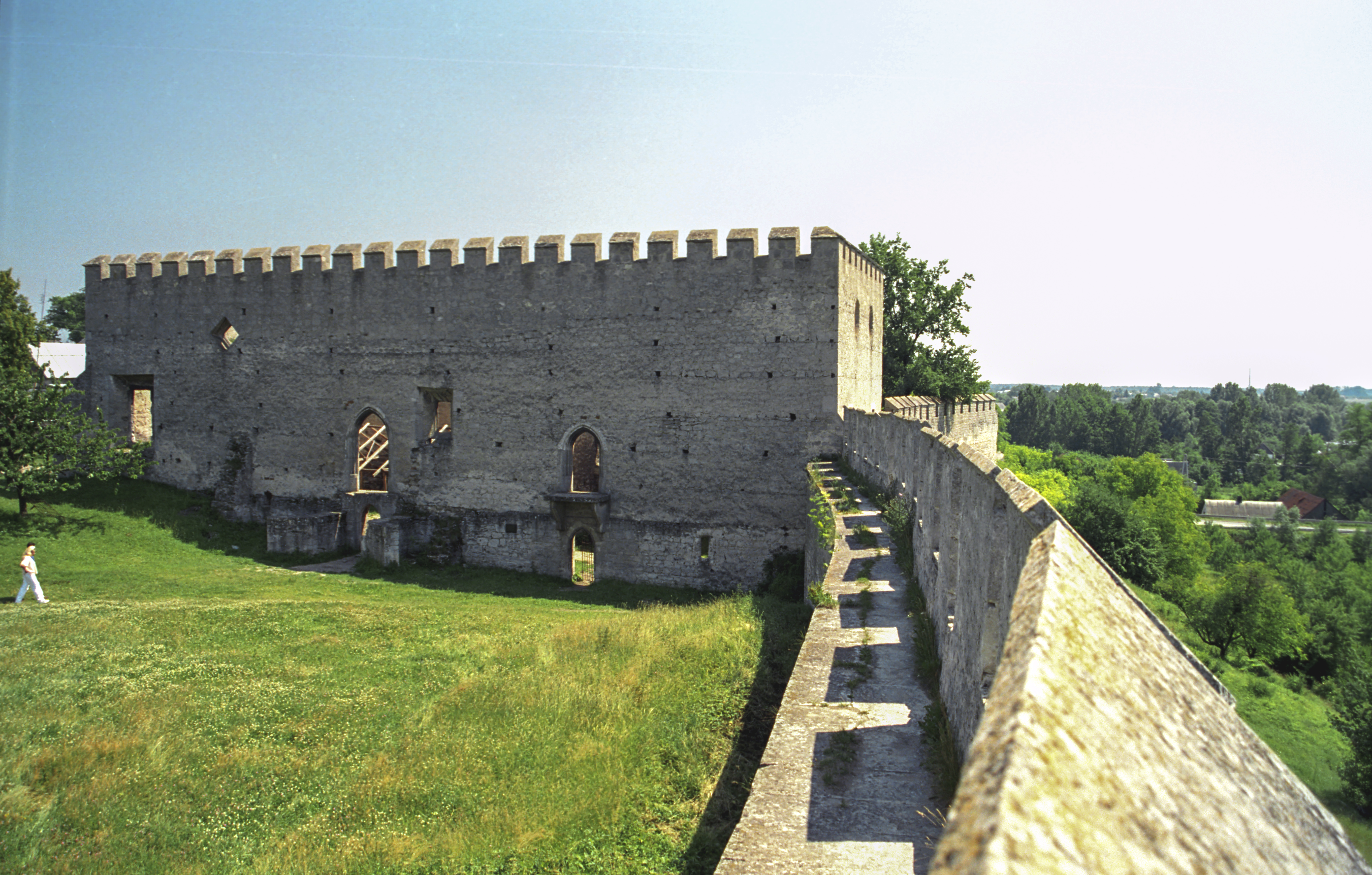
Ruiny Sali Rycerskiej

Zamek był przebudowywany w XV w., a następnie dwukrotnie w XVI w., co było związane z pożarami, które miały tu miejsce w 1528 i 1541. W 1564 roku zamek jest już jednak wzmiankowany jako odbudowany. W 1630 roku zamek spłonął po zamieszkach związanych z buntem wojsk najemnych, które domagały się wypłaty zaległego żołdu. Następnie zamek został zniszczony przez wojska szwedzkie i siedmiogrodzkie Jerzego Rakoczego w okresie potopu szwedzkiego.
W 1723 starosta Józef Załuski odnowił zamek, który umieścił na elewacji z tej okazji swój kartusz herbowy. Pod koniec XVIII w. zamek został opuszczony przez mieszkańców, co spowodowało jego powolną destrukcję w XIX wieku. W tym okresie był wykorzystywane przez pewien okres jako stajnia.
W 1927 ruiny zamku zabezpieczono. W 1946 pod kierownictwem Jerzego Żukowskiego zrekonstruowano mury obwodowe z blankami od strony zachodniej. Jednocześnie mury domu dużego zostały podniesione i zwieńczone pseudoblankami, które nie istniały przedtem.
Od 1961 r. w budynku tzw. Skarbczyka znajduje się siedziba Muzeum Regionalnego.

## Architektura
Zamek powstał na planie wydłużonego wieloboku o powierzchni przekraczającej 7000 m².

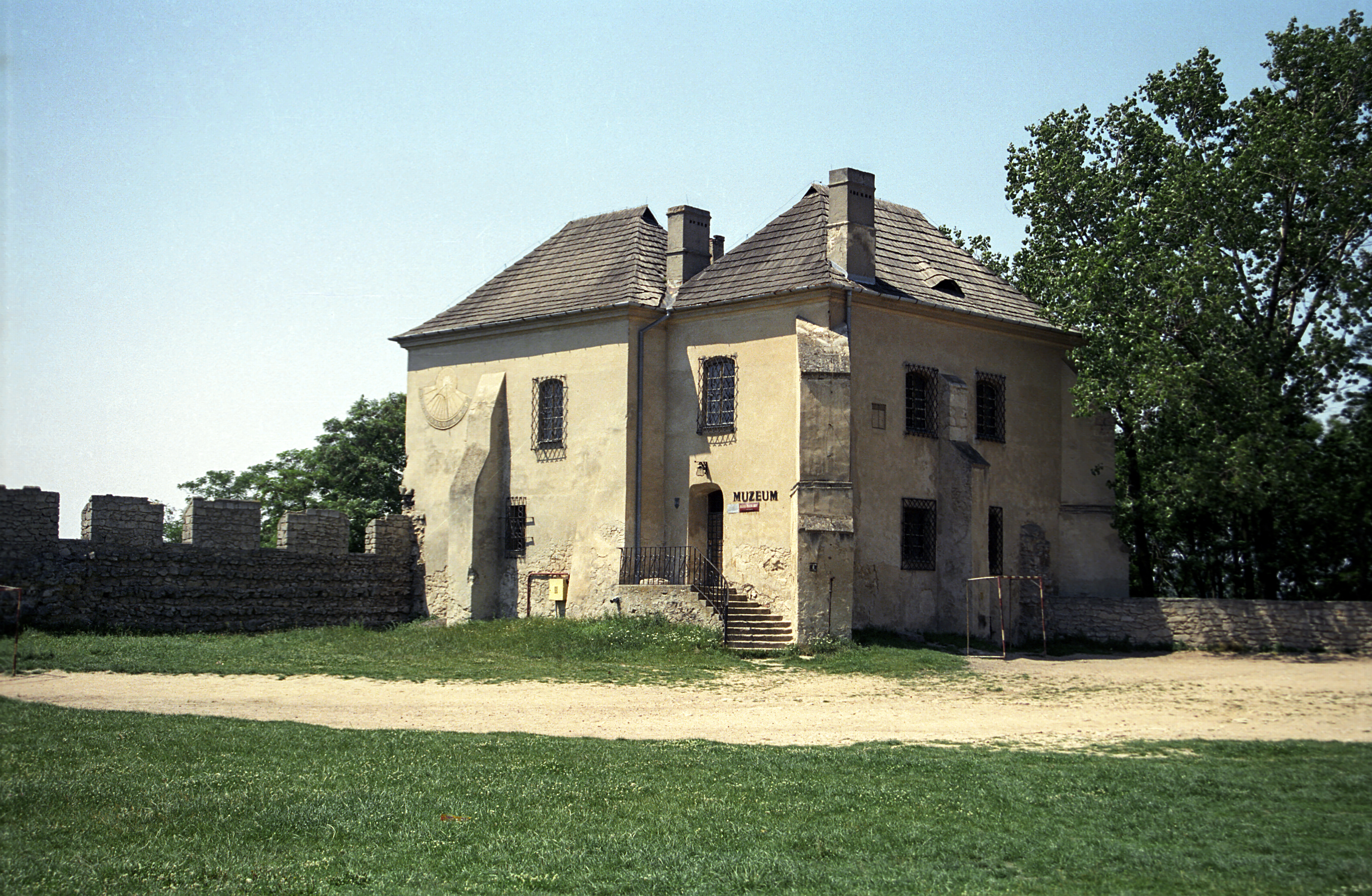
Skarbczyk

Głównym elementem zespołu zamkowego był ustawiony prostopadle do murów obwodowych pałac królewski z około 1400 roku, zwany "Salą Rycerską". Zamykał on od południa dziedziniec i miał wymiary 34,8 x 12,8 m. Wzniesiono go na planie prostokąta. Był piętrowy i zbudowany z kamienia. Po stronie południowej znajdował się ryzalit, być może dawna kaplica zamkowa lub wieża. Na każdej z kondygnacji znajdowały się dwa pomieszczenia. Na piętrze od strony murów była sala z wnęką kominkową. Prawdopodobnie budynek posiadał dwuspadowy dach. Zachowały się ostrołukowe kamienne portale i kamienne oprawy okienne o bardzo wysokim poziomie artystycznym (podobne w Polsce egzemplarze znajdują się tylko na Wawelu a za granicą podobne występują na zamkach czeskich). Sala Rycerska to najlepiej zachowany, średniowieczny monarszy gmach rezydencjonalny na terenie Królestwa Polskiego. Krenelaż na zwieńczeniu murów pałacu dodano w połowie XX wieku. 
W miejscu dzisiejszego Skarbczyka w północno-zachodnim narożu wznosiła się  cylindryczna kamienna wieża zbudowana w XIV wieku. Zachowały się z niej jedynie fundamenty. Obok znaleziono fundamenty drugiej podobnej okrągłej wieży. 
W XV w. na ruinach wieży wzniesiono piętrowy budynek nazywany "Skarbczykiem". W 1528 został on rozbudowany. Na wschód od Skarbczyka odkryto fundamenty prostokątnego budynku z okresu średniowiecza.
Budynek bramny powstał w XVII w. na miejscu dawnej bramy umieszczonej w murze. Nad przejazdem umieszczony  jest  herb Polski z czasów Zygmunta III Wazy oraz tablica z XVIII wieku.